# Ius publicum europaeum
Der Terminus ius publicum europaeum (lateinisch für: europäisches öffentliches Recht) dient der Beschreibung verschiedener gegenwärtiger und historischer Rechtsphänomene. Gegenwärtig wird er verwendet, um die Entwicklung eines neuen Staatsorganisationsrechts im Zeichen der europäischen Integration zu beschreiben. Hierbei sind insbesondere die SIPE (Societas Iuris Publici Europaei), also die Gesellschaft für europäisches öffentliches Recht und das Handbuchprojekt Ius Publicum Europaeum zu nennen.
Historisch fand der Terminus eine frühe Verwendung durch Joachim Hagemeier. Jus Publicum Europaeum diente ihm als Titel für eine Reihe von Länderberichten über das öffentliche Recht in Europa, welche zwischen 1677 und 1680 erschien.
Daneben sind das historische droit public de L’Europe sowie das droit public européen hervorzuheben, worunter insbesondere das eurozentrische Völkerrecht der „französischen Epoche“ des Völkerrechts verstanden wird. Allerdings umfasste das Verständnis von droit public de L’Europe mitunter auch Elemente des nationalen öffentlichen Rechts. Die Bezeichnung des droit public de L’Europe als Jus (oder Ius) Publicum Europaeum, die in der Völkerrechtsgeschichte auch heute noch verbreitet ist, kann auf Carl Schmitts Einfluss zurückgeführt werden. Entscheidend dafür war Schmitts 1950 erschienener Nomos der Erde im Völkerrecht des Jus Publicum Europaeum. Die darin vertretene Konzeption eines Jus Publicum Europaeum war jedoch nicht mit dem historischen droit public de L’Europe oder droit public européen identisch. Vielmehr war sie stark von Schmitts Schriften aus den frühen 1940ern geprägt, was insbesondere durch die herausragende Rolle des Raums für das Rechtsverständnis deutlich wird.
Sowohl die rechtsvergleichende als auch die zwischenstaatliche Dimension früherer Verwendungen spiegeln sich in der Renaissance des Terminus vor dem Hintergrund des europäischen Rechtsraums wider. Im Gegensatz zu den historischen Konzeptionen bringt dieses „neue“ Ius Publicum Europaeum jedoch eine europäische Ordnung zum Ausdruck, die auf demokratischer Rechtsstaatlichkeit beruht.